# Lâle
Lâle («Ляле», дослівний переклад — Тюльпан) — дитячий телеканал, започаткований у Криму 1 червня 2013 року і був створений на основі дитячої редакції каналу ATR. 1 квітня 2015 року тимчасово припинив мовлення через невидачу ліцензії російською окупаційною владою. 17 червня 2015 року відновив мовлення з Києва.
Канал веде мовлення кримськотатарською, російською та українською мовами.

## Історія
«Потреба у створенні дитячого каналу обумовлена тим, що ATR мав близько 2 годин дитячого ефіру, але ми зрозуміли, що цього нам мало. І дітей не варто обмежувати певними рамками, їм потрібен канал, щоб вони в будь-який момент могли переглянути те, що їм цікаво. Ми вже замовили бренд-бук, розробили логотип і залучили команду», — сказала Ельзара Іслямова, генеральний директор сімферопольської компанії «Атлант-СВ».[джерело?]
За її словами, канал орієнтований на дітей від 4 до 16 років. Вести програми також будуть діти, деякі з них — учасники програм ATR.[джерело?]
Як зазначила Ельзара Іслямова, у створенні LALE зацікавлені як спонсори, так і бізнес-еліта: «Для них цей проєкт цінний у першу чергу не через отримання прибутків, а з точки зору соціальної відповідальності та патріотизму. Ми повинні думати про майбутнє і виховувати толерантних дітей в Криму».[джерело?]

## Припинення мовлення
1 квітня 2015 року телеканал припинив мовлення, оскільки разом із іншими кримськотатарськими ЗМІ не зміг перереєструватися в окупованому Росією Криму за російським законодавством.
17 червня 2015 року стало відомо, що телеканал відновив мовлення з Києва через супутникову мережу.